# Chicago-Marathon 1986
| 10. Chicago-Marathon    | 10. Chicago-Marathon           |
| ----------------------- | ------------------------------ |
| Stadt                   | Chicago, Vereinigte Staaten    |
| Datum                   | 26. Oktober 1986               |
| Distanz                 | 42,195 Kilometer               |
| Sieger                  |                                |
| Männer                  | Toshihiko Seko (2:08:27 h)     |
| Frauen                  | Ingrid Kristiansen (2:27:08 h) |
| ← Chicago-Marathon 1985 | Chicago-Marathon 1988 →        |
| Website                 | Offizielle Website             |

Der Chicago-Marathon 1986 (offiziell: America’s Chicago-Marathon 1986) war die 10. Ausgabe der jährlich stattfindenden Laufveranstaltung in Chicago, Vereinigte Staaten. Der Marathon fand am 26. Oktober 1986 statt.
Bei den Männern gewann Toshihiko Seko in 2:08:27 h, bei den Frauen Ingrid Kristiansen in 2:27:08 h.

## Ergebnisse

### Männer
| Platz | Athlet           | Land                   | Zeit (h) |
| ----- | ---------------- | ---------------------- | -------- |
| 01    | Toshihiko Seko   | Japan                  | 2:08:27  |
| 02    | Ahmed Salah      | Dschibuti              | 2:09:57  |
| 03    | Charlie Spedding | Vereinigtes Königreich | 2:10:13  |
| 04    | Michael Musyoki  | Kenia                  | 2:10:30  |
| 05    | Herbert Steffny  | BR Deutschland         | 2:11:17  |
| 06    | John Burra       | Tansania               | 2:13:36  |
| 07    | Paul Williams    | Kanada                 | 2:13:59  |
| 08    | Jürgen Dächert   | BR Deutschland         | 2:14:27  |
| 09    | José Gómez       | Mexiko                 | 2:14:58  |
| 10    | Rodolfo Gómez    | Mexiko                 | 2:15:02  |

### Frauen
| Platz | Athletin           | Land                   | Zeit (h)   |
| ----- | ------------------ | ---------------------- | ---------- |
| 01    | Ingrid Kristiansen | Norwegen               | 2:27:08    |
| 02    | Maria Rebelo       | Frankreich             | 2:29:51    |
| 03    | Priscilla Welch    | Vereinigtes Königreich | 2:31:14    |
| 04    | Deborah Raunig     | Vereinigte Staaten     | 2:31:28    |
| 05    | Maureen Roben      | Vereinigte Staaten     | 2:34:41    |
| 06    | Gail Kingma        | Vereinigte Staaten     | 2:35:43    |
| 07    | Tuija Toivonen     | Finnland               | 2:36:48    |
| 08    | Carina Leutner     | Österreich             | 2:37:09 NR |
| 09    | Dorthy Goertzen    | Kanada                 | 2:40:34    |
| 10    | Solweig Haryson    | Schweden               | 2:43:24    |